# 자베르
자베르(프랑스어:Javert)는 빅토르 위고의 소설 《레 미제라블》의 등장인물이다. 작중 탄생연도는 약 1779년이며, 1832년 6월 봉기 이후 파리의 센강을 건너는 다리에서 투신 자살했다.
자베르는 교도관이었다가 경찰이 됐다. 극중에서는 '자베르 경위'(Inspecteur Javert)로 불린다. 자베르는 주요 악역인물이지만, 극중에서 그의 성은 나오지 않는다.

## 소설에서의 자베르
1780년, 복역 중인 아버지(전직은 갤리선을 잡아끌던 일)와 마찬가지로 복역 중이던 트럼프 점을 치는 집시 여성 사이의 아이로 툴롱 감옥에서 태어난, 불도그 같은 얼굴의 남자이다. 사회로부터 소외되어 '평범한 인간으로서' 사회에 관여할 수 없다는 절망감 때문에, 자신의 처지나 그와 같은 처지에 속한 인간들을 증오하며 사회를 지키는 인간이 되기를 선택한다. 그런 소양을 갖추고 있었기 때문인지, 그는 경찰관이 된다.
금욕주의자이며 매우 진지하고 자신과 타인에게 모두 엄격한 남자이다. 사회 질서를 절대적으로 신봉하는 법의 파수꾼이며, 이에 반항하는 자에게는 공정하지만 가차 없이 행동했기 때문에 마을의 불량배들을 공포에 떨게 했다. 파트롱 미네트(Patron-Minette)에 속해 있던 자들도 그를 두려워했다.
1820년 40세에 수사관(inspecteur: 사복경찰이라 불리는 형사의 계급으로, 현재 프랑스 경찰의 경위(lieutenant)에 해당)이 되어 몽트뢰유쉬르메르로 부임하지만, 유명인사인 마들렌 시장이 과거 툴롱에서 보았던 장 발장이 아닌가 하고 계속 의심한다.
어느 날, 바마타부아와 시비가 붙은 팡틴(코제트의 어머니)을 체포하지만, 마들렌 시장(장 발장)이 자신의 재량으로 팡틴을 석방해 버리자 이에 분개하여 결국 그를 장 발장으로 간주하고, 파리 경시청에 고발하러 간다. 이후, 샹마티외 사건으로 마침내 발장을 체포하지만, 나중에 놓치고 만다.
발장 체포를 위한 지원 인력으로 파리에 소집되고, 경시청 상층부로부터 그 열의를 인정받아 그는 1등 수사관(inspecteur de première classe; 현재 프랑스 경찰의 경감(capitaine) 및 총경(commandant)에 해당)으로서 파리에 주재하게 된다.
그는 6월 봉기 때 경찰 스파이로서 앙졸라가 이끄는 폭도들 속에 잠입하지만, 가브로슈에게 정체가 발각되어 포로가 된다. 그때 그를 구한 것은 뜻밖에도 장 발장이었다. 발장은 폭도들로부터 자베르의 처형 임무를 자청하여 맡은 뒤, 총을 하늘로 한 발 쏘아 '처형한' 척하고 그를 놓아주었기 때문에 자베르는 허를 찔리고 만다.
그 후, 마리우스를 구하기 위해 하수도를 통해 탈출한 발장이 나오자 그를 붙잡았지만, 발장의 요청에 따라 기다리게 했던 마차로 우선 함께 질노르망 저택에 마리우스를 데려다주었다. 또한, 잠시 집에 들르고 싶다는 발장을 로마르메 거리로 데려다준 후, 발장을 체포하지 않고 그 자리를 떠났다. 올바른 사람으로 변모한 발장을 체포할 수 없었기 때문이다. 발장과 대면함으로써 그는 자신이 신봉해 마지않았던 법에도 결점이 있으며, 법이 말하는 것이 반드시 전부는 아니라는 것, 사회는 완벽하게 만들어지지 않았다는 것을 통감하게 되었다.
법률이 지배하는 질서의 세계가 아닌, 신이 지배하며 도덕과 친절, 관용이 있는 세계를 느끼고 마음이 흔들려 신념이 붕괴해 버린 그는, 샤틀레 광장(Place du Châtelet)의 파출소에서 보고서를 작성한 후, 1832년 6월 7일 새벽, 노트르담 다리 난간에서 투신자살로 52세의 생을 마감했다. 